# Enigma (film, 1982)
Pour les articles homonymes, voir Enigma.
Pour plus de détails, voir Fiche technique et Distribution.
Enigma est un film d'espionnage franco-britannique réalisé par Jeannot Szwarc sorti en 1982.

## Synopsis
Alex (Martin Sheen) est un dissident est-allemand passé à l’Ouest, non sans avoir emporté avec lui des documents relatifs à un important responsable de la police, Limmer (Derek Jacobi), qui lui ont été remis par son amie de l’époque, Karen (Brigitte Fossey).
Sous son nom de dissident, Janos, il anime désormais depuis Paris des émissions de Radio Europe Libre destinées aux pays au-delà du rideau de fer, et notamment à l'Allemagne de l'Est.
Alex vit dans l’angoisse d'être rattrapé par les sbires de Limmer, qu’il soupçonne de vouloir le faire taire.
L’agent Brodley (Michael Lonsdale) de la CIA rentre en contact avec lui pour le recruter.
Brodley l’informe que les services secrets soviétiques projettent d’assassiner cinq dissidents passés à l’Ouest, sans toutefois connaître les cibles. Le seul moyen pour éviter ces meurtres, selon Brodley, serait de récupérer un brouilleur-décrypteur qui équipe les moyens de liaison des puissances du Pacte de Varsovie. Avec cet équipement, ils seraient à même de pouvoir déchiffrer les échanges des soviétiques et, ainsi, mettre à l’abri les dissidents.
Alex, qui veut revoir Karen, part pour Berlin-Est.
Il l'ignore, mais il y est attendu par Limmer et Dimitri Vasilkov (Sam Neill), étoile montante du KGB, qui sont informés de ce qu’une opération d’infiltration de Janos est en cours, dont ils pensent que le but est de voler un MiG-25.

## Fiche technique
- Titre : Enigma
- Réalisation : Jeannot Szwarc
- Scénario : John Briley, d'après le roman de Michael Barak
- Musique : Douglas Gamley & Marc Wilkinson
- Photographie : Jean-Louis Picavet
- Montage : Peter Culverwell & Peter Weatherley
- Coordinateur des combats et des cascades : Claude Carliez et son équipe
- Production : André Pergament & Peter Shaw
- Sociétés de production : Archerwest, Filmcrest Productions, Goldcrest Films International & International Film Investors
- Société de distribution : Embassy Pictures
- Pays :  France,  Royaume-Uni
- Langue : Anglais
- Format : Couleur - Mono
- Genre : Espionnage
- Durée : 98 min
- Date de sortie : 15 octobre 1982

## Distribution
(Sauf indication contraire, les informations mentionnées sont issues de la base de données IMDb).
- Martin Sheen (VF : Bernard Le Coq) : Alex Holbeck
- Brigitte Fossey (VF : Elle-même)  : Karen Reinhardt
- Sam Neill (VF : Jacques Frantz) : Dimitri Vasilkov
- Michael Lonsdale (VF : Lui-même) : Brodley
- Derek Jacobi : Kurt Limmer
- Frank Finlay : Canarsky
- Kevin McNally : Bruno
- Michael Williams : Hirsch
- Warren Clarke : Konstantin
- David Baxt : Melton
- Michel Auclair : le médecin
- Féodor Atkine : le responsable culturel
- Vernon Dobtcheff : le haut responsable
- Yves Beneyton : un étudiant
- Gérard Buhr : le président du tribunal
- Gabrielle Lazure : une étudiante
- Philippe Caroit : un étudiant
- Corinne Dacla : une étudiante
- Alan Adair
- Patrick Bauchau : un soldat russe (voix)
- Georges Beauvilliers
- George Birt
- Bernard Bloch
- George Bruce
- David Caffrey (en)
- Geoffrey Carey
- François Caron
- Philippe Chemin
- François Clavier
- Madeleine Damien
- Guy Di Rigo
- Huguette Faget
- Jacques Famery
- Don Fellows
- Dominique Frot
- David Gabison : (comme Alain David Gabison)
- Yves Gabrielli
- Murray Gronwall
- Lucienne Hamon
- Billy Kearns
- Jeffrey Kime
- Laura Koffler
- Maxence Mailfort
- Jacques Maury
- Roland Monk
- Diane Niederman
- Rebecca Potok
- Liliane Rovère
- Rachel Salik
- Didier Sauvegrain
- Ninon Scheidweiler
- Gilles Ségal
- Igor Tyczka
- Sandy Whitelaw (en)
- Bernard Woringer
- Rosine Young
- Marc Smith : Bodley (voix)
- Vincent Grass : un soldat russe (non crédité)
- Patricia Kessler : (non créditée)